# Kenali Asam Atas
Kenali Asam Atas is een bestuurslaag in het regentschap Jambi van de provincie Jambi, Indonesië. Kenali Asam Atas telt 5957 inwoners (volkstelling 2010).